# Polydextrose
Le polydextrose est  synthétisé à partir de molécules de dextrose (glucose), et de sorbitol avec deux catalyseurs acides : acide citrique et acide phosphorique. Son degré de polymérisation est de 12 et son poids moléculaire de 1 500 Da.
Il est autorisé en France en tant qu'additif comme « agent de charge » (numéro E1200) et autorisé aux USA par la FDA depuis 1981. 
Très résistant à la digestion intestinale, il se comporte comme une fibre. Il permet donc, dans les aliments allégés en sucres, d'apporter de la « charge », sans augmenter la valeur énergétique.
La valeur calorique légale du polydextrose est de 1 kcal/g.
Dans de nombreuses applications alimentaires, il est utilisé en combinaison avec des édulcorants intenses ou de charge, pour le remplacement du saccharose.